# Melancholie der Engel
Melancholie der Engel è un film horror tedesco del 2009, scritto e diretto da Marian Dora.
La prima del film si è tenuta al festival berlinese Weekend of Fear il 1º maggio 2009.

## Trama
Una donna di nome Katja dà alla luce un bambino, che viene subito decapitato da due figure misteriose.
Katze (Carsten Frank), un uomo sulla quarantina, rincontra dopo tanto tempo il suo vecchio amico Brauth (Zenza Raggi). Ad un luna park, i due fanno la conoscenza di due giovani ragazze, Melanie (Janette Weller) e Bianca (Bianca Schneider), e le portano con loro in una vecchia casa di campagna, insieme alla libertina Anja (Patrizia Johann). Una sera, il gruppo viene raggiunto dal vecchio artista Heinrich (Peter Martell), accompagnato da una ragazza disabile, Clarissa (Margarethe von Stern). Riuniti attorno a un bong, Katze, Brauth e Anja rivelano la loro natura nichilista alle due ragazze, affermando di non credere nel paradiso e che da morti non mancheranno a nessuno. Successivamente Katze, utilizzando un bisturi, infligge dei tagli sul seno di Anja, sotto lo sguardo entusiasta di Brauth e quello perplesso di Melanie e Bianca.
La mattina seguente, il gruppo passeggia fino ad arrivare a un laghetto nei pressi di una fabbrica: qui Brauth rivela che a Katze non rimane molto tempo da vivere. Melanie e Katze si allontanano dagli altri: lei arriva nei pressi di una fattoria, lui incontra una suora (Martina Adora), che lo conduce in una chiesa vicina. Qui la suora inizia a pregare per poi spogliarsi e masturbarsi, mentre Katze si addentra nelle cripte, osservando i sepolcri con morbosa curiosità; contemporaneamente, Melanie assiste allo sventramento e alla macellazione di un maiale, e Brauth stupra Anja.
Quella sera, Katze ha un malore, la cui causa è attribuita da Heinrich all'indifferenza di Dio nei suoi confronti. Poco dopo, Brauth, stanco dei continui lamenti di Clarissa, la porta in un seminterrato e la tortura lesionando la sua colostomia, per poi buttarla giù dalla sedia a rotelle e abbandonarla. Durante la notte, Bianca si sveglia di soprassalto, dicendo di aver «sentito la voce dei morti»: Katze va a controllare senza trovare nulla, eccetto un coniglio impiccato, che viene decapitato e sventrato dallo stesso Katze. Il giorno dopo, Brauth lega Melanie e Bianca e le rinchiude in una stalla prima di mandare Heinrich ad abusare di loro, ma le due ragazze riescono a sfuggirgli: lo stesso Heinrich, in seguito, abusa di Clarissa. La ragazza, il mattino seguente, si suicida buttandosi giù da un dirupo; nello stesso tempo, Anja trova i resti in decomposizione del maiale morto sventrato dai macellai e si eccita sessualmente solo toccandoli.
Anja trova Katze in stato confusionale: questi, in preda al delirio, defeca su di lei e successivamente sevizia e picchia Bianca, con l'aiuto di Heinrich e Brauth, il quale orina su di lei e la costringe a vomitare, di fronte ad una Melanie completamente indifferente. Dolorante e piena di lividi, Bianca esce strisciando dalla vecchia casa, mentre Melanie scorge un teschio di piccolissime dimensioni all'interno di un orologio a pendolo e trova una cassetta contenente il filmato visto all'inizio del film: le figure che decapitano il bambino appena nato si rivelano essere Katze e Brauth, e il teschio trovato dentro l'orologio è quello del bambino stesso. Melanie fa a pezzi la cassetta e ne usa il nastro per masturbarsi, mentre Bianca viene raggiunta e picchiata da Anja, Heinrich, Katze e Brauth: quest'ultimo, poi, le recide un'ovaia con un coltello e la abbandona a morire dissanguata. Poco dopo, Katze e Brauth uccidono anche Heinrich e di notte bruciano il suo corpo su di una pira. Dalle fiamme si sprigiona una vampata che colpisce in volto Katze, accecandolo permanentemente. A Katze rimangono pochissime ore da vivere, e il pomeriggio seguente Anja lo accompagna alla sua tomba, dove egli spira. Anja rende onore a Katze orinando sul suo sepolcro, prima di ricongiungersi con la suora e allontanarsi in silenzio.

## Critica
The Worldwide Celluloid Massacre ha stroncato il film, scrivendo che: «Non esiste una trama o comunque qualcosa di intelligibile di cui parlare, non ci sono logica, filosofia o personaggi comprensibili, soltanto alcune persone seriamente malate che fanno cose disgustose in un presunto film 'artistico'. Mi sarebbe piaciuto poter dire che il film si limita a ritrarre persone molto disturbate, crudeltà e abiezione, ma in realtà la pellicola sembra davvero sguazzare in tutto questo e pretende che si possa considerarlo arte o qualcosa di emotivamente intenso».
Secondo Severed Cinema, The Angels' Melancholia va considerato «[...] oggi la più malfamata e indiscutibilmente estrema pellicola tedesca», e scrive che mentre la colonna sonora è noiosa e soffre di tediosità e ripetitività a causa della sua lunghezza, il film è ben girato, con una fotografia spettrale e da incubo e non privo di un certo aspetto lirico. Il sito conclude affermando che «Colmo di indescrivibili atrocità, Melancholie der Engel è completamente privo di moralità. È una prova di resistenza depravata, perversa e nichilista».